# 香登站

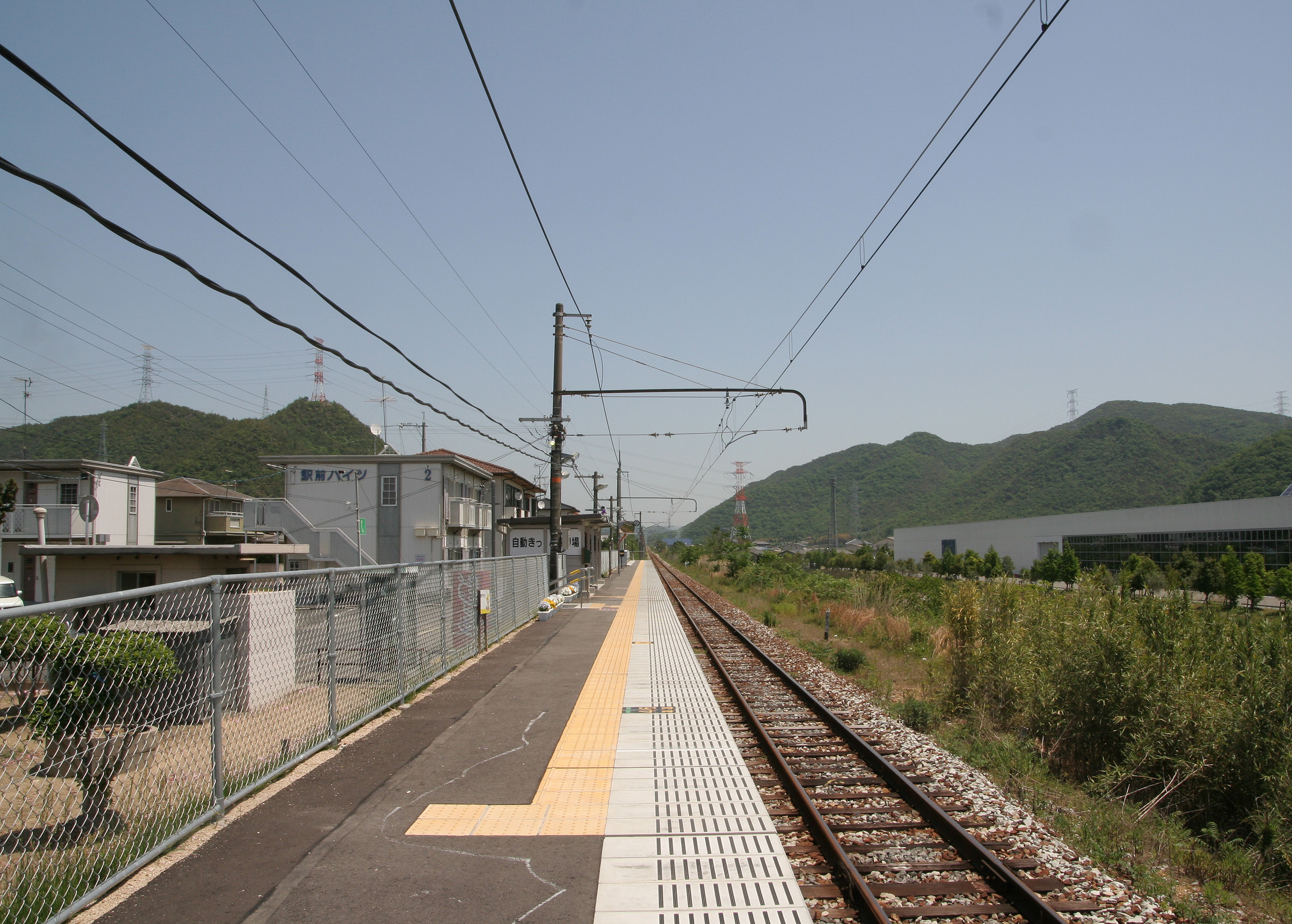
站內（2008年5月6日）

香登站（日语：／ Kagato eki */?）是位於岡山縣備前市香登西，西日本旅客鐵道（JR西日本）赤穗線的車站。車站編號為「JR-N10」。

## 歷史
- 1962年（昭和37年）9月1日 - 赤穗線伊部站至東岡山站之間開業，此站啟用。
  - 當時車站地址為岡山縣和氣郡備前町（日语：備前町）香登西。
- 1971年（昭和46年）4月1日 - 隨著備前市（第一次）成立，車站地址為岡山縣備前市香登西。
- 1987年（昭和62年）4月1日 - 伴隨國鐵分割民營化，車站由西日本旅客鐵道（JR西日本）營運。
- 2005年（平成17年）3月22日 - 隨著備前市（第二次）成立，車站地址為岡山縣備前市香登西。
- 2018年（平成30年）9月15日 -  引入可支援ICOCA的IC卡專用閘機。此站可以使用ICOCA[1]。

## 車站構造
車站是一座地面車站，設有1面1線的單式月台，岡山方向與播州赤穗方向的列車使用同一月台，岡山方向的列車會開啟右邊車門。車站沒有車站大樓。車站內設有自動售票機與IC卡讀卡機（出入閘用）。
此站是由東岡山站管理的無人車站，可使用ICOCA（以及互相使用的IC卡）。

## 使用狀況
以下為近年1日平均乘車人次列表：
| 乘車人次變化 | 乘車人次變化    |
| 年度         | 1日平均乘車人次 |
| ------------ | --------------- |
| 1999         | 263             |
| 2000         | 276             |
| 2001         | 273             |
| 2002         | 289             |
| 2003         | 300             |
| 2004         | 282             |
| 2005         | 281             |
| 2006         | 272             |
| 2007         | 271             |
| 2008         | 285             |
| 2009         | 282             |
| 2010         | 276             |
| 2011         | 262             |
| 2012         | 259             |
| 2013         | 291             |
| 2014         | 294             |
| 2015         | 305             |
| 2016         | 300             |
| 2017         | 304             |
| 2018         | 298             |

## 車站周邊
車站對出設有小型站前廣場和迴旋路。車站周邊為住宅區，沒有商店。車站北邊不遠處設有山陽新幹線的高架橋和國道2號，在此站至備前片上站之間並行。車站附近設有工廠。
- 國道2號
- 國道250號
- 備前市立香登保育園
- 備前市立香登幼稚園
- 備前市立香登小學
- 岡山縣立東備支援學校
- 香登郵局
- NANBA（日语：ナンバ (ホームセンター)）家居中心
- 西濃運輸（日语：西濃運輸）備前營業所
- NTN岡山製作所
- 三澤房屋（日语：ミサワホームホールディングス）岡山工場
- 日東化成工業岡山工廠
- 洋馬物流服務中國配送中心
- 備前長船刀劍博物館（日语：備前長船刀剣博物館）
- 鶴山丸山古墳

## 巴士路線
- 宇野巴士（日语：宇野自動車）
  - 岡山方向 香登站前出發⇒經八日市（日语：八日市 (瀬戸内市)）、平島（日语：ゆめタウン平島）、中尾、長岡團地（日语：長岡団地）、兼基、二本松、表町巴士中心（日语：表町バスセンター）前往岡山站
  - 片上方向 香登站前出發⇒經伊部站前往片上（日语：片上）

## 相鄰車站
西日本旅客鐵道
 赤穗線
伊部（JR-N11）－香登（JR-N10）－長船（JR-N09）

## 注腳
1. ↑  .   [2020-04-21]. （原始内容存档于2018-05-30）. （页面存档备份，存于）
2. ↑  岡山縣統計年報
3. ↑  備前市之統計

## 外部連結
- 香登｜車站資訊：JR出門網 - 西日本旅客鐵道